# Catocala obscurata
Catocala obscurata är en fjärilsart som beskrevs av Charles Oberthür 1880. Catocala obscurata ingår i släktet Catocala och familjen nattflyn. Inga underarter finns listade i Catalogue of Life.